# Moghār
Moghār är en ort i Iran.   Den ligger i provinsen Östazarbaijan, i den nordvästra delen av landet, 500 km nordväst om huvudstaden Teheran. Moghār ligger 1 308 meter över havet och antalet invånare är 110.
Terrängen runt Moghār är lite bergig, och sluttar brant österut.Runt Moghār är det ganska glesbefolkat, med 27 invånare per kvadratkilometer. Närmaste större samhälle är Dūst Beyglū, 8,9 km öster om Moghār. Trakten runt Moghār består i huvudsak av gräsmarker.